# Varik

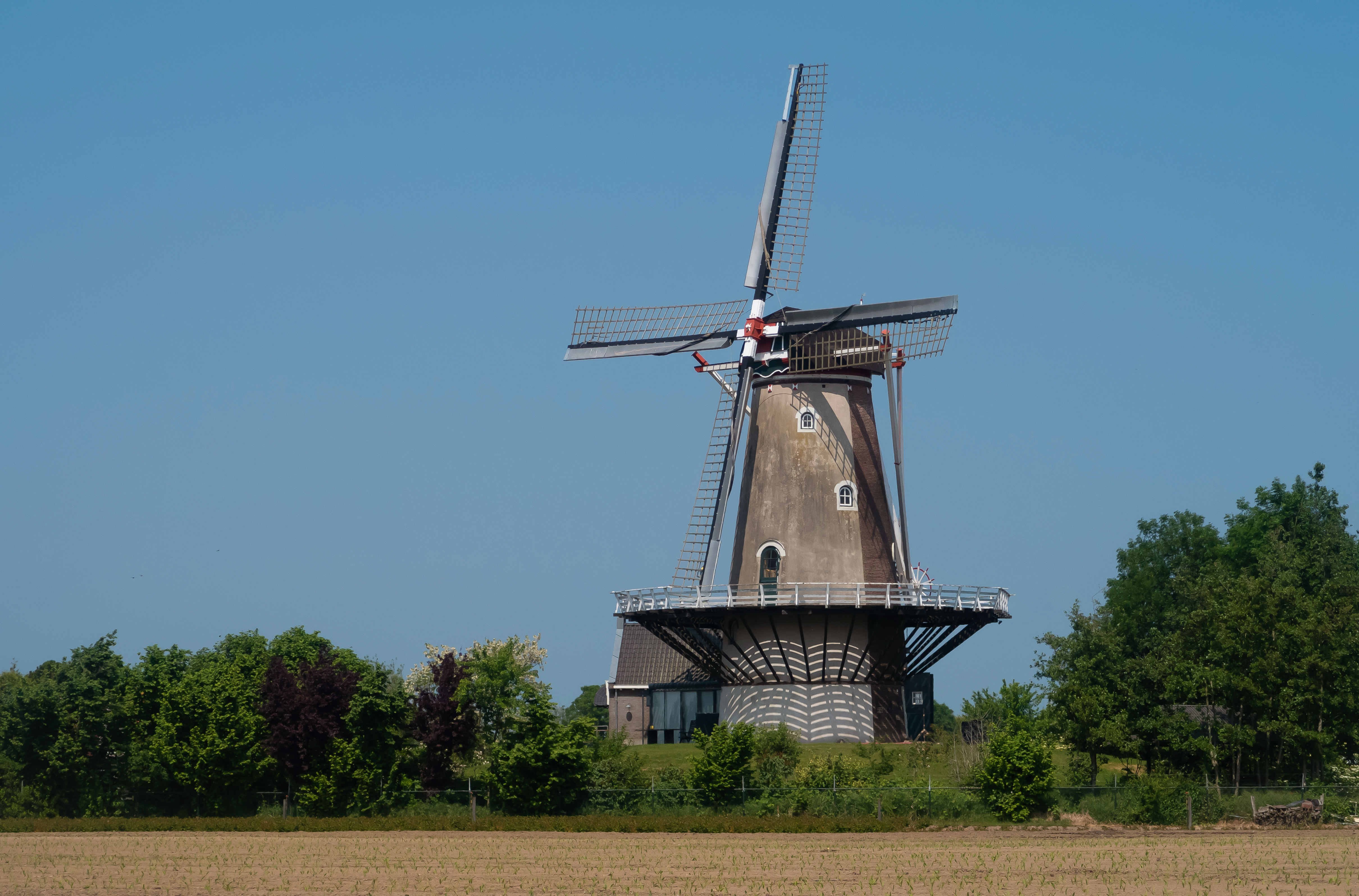
Varik, le moulin: korenmolen de Bol

Varik est un village néerlandais de la commune de West Betuwe, situé dans la province du Gueldre.

## Géographie
Varik est situé sur la rive droite du Waal, entre Heesselt et Ophemert, dans la partie orientale de la commune de Neerijnen.

## Histoire
Historiquement, le village a formé une commune avec Heesselt. Entre 1812 et 1818, Ophemert était également rattaché à Varik. En 1840, la commune comptait 153 maisons et 1 007 habitants, dont 749 à Varik et 258 à Heesselt. Depuis le 1er janvier 1978 Varik a fusionné dans la commune de Neerijnen.